# Genadi Gogiszwili
Genadi Gogiszwili (gruz. გენადი გოგიშვილი; ur. 21 listopada 1985) – gruziński zapaśnik walczący w stylu klasycznym. Zajął piąte miejsce na mistrzostwach Europy w 2009. Szósty w Pucharze Świata w 2007 i dziewiąty w 2010. Mistrz Europy kadetów w 2001 roku.